# Paul Revere & the Raiders
Paul Revere & the Raiders byla americká rocková skupina založená v roce 1958 ve městě Boise ve státě Idaho. Zaznamenala značný úspěch ve Spojených státech ve druhé polovině 60. let a začátku 70. let 20. století s hity jako „Hungry“ nebo „Kicks“. Skupina byla známá tím, že často vystupovala v kostýmech inspirovaných obdobím americké války za nezávislost.
Původně instrumentální rockové těleso s názvem The Downbeats založil v roce 1958 klávesista Paul Revere a součástí kapely byl i zpěvák Mark Lindsay. V roce 1961 se kapela poprvé prosadila s menším hitem „Like, Long Hair“, a koncem roku 1963 téměř pronikla do žebříčku Billboard Hot 100 s coververzí písně „Louie Louie“. Poté získala smlouvu s vydavatelstvím Columbia Records pod vedením producenta Terryho Melchera. V lednu 1966 zaznamenal singl „Just Like Me“ úspěch díky propagaci v pořadech Dicka Clarka (např. Where The Action Is) a dostal se na 11. místo v žebříčku Hot 100. Následovaly hity „Kicks“ a „Hungry“, které se oba dostaly do Top 10, čímž se skupina stala celonárodně populární. Televizní pořady Dicka Clarka vykreslovaly Lindsaye jako idol teenagerů a Reverea jako „šílence“ kapely. V letech 1966–1969 se skupina dvanáctkrát dostala do Top 30 amerického žebříčku. Díky úspěchu singlů získala trojice alb z roku 1966 — Just Like Us, Midnight Ride a The Spirit of ’67 — zlatou desku od RIAA.
Mark Lindsay nahradil Terryho Melchera v roli producenta kapely a v roce 1969 zaznamenali úspěch s hitem „Let Me!“, který se v USA dostal na 20. místo žebříčku. Na začátku roku 1970 byla kapela přejmenována na „Raiders“ a o rok později dosáhla obrovského úspěchu s coverem písně „Indian Reservation (The Lament of the Cherokee Reservation Indian)”, který se dostal na 1. místo v USA i Kanadě a v roce 1996 byl oceněn platinovou deskou. Neschopnost navázat na tento úspěch vedla k úpadku popularity a poté, co je v roce 1975 opustilo vydavatelství Columbia, se kapela rozpadla. V roce 1978 se Paul Revere vrátil na pódia s představením, které kombinovalo komedii a rock and roll. Zemřel na rakovinu v roce 2014 ve věku 76 let.
Skupina prošla mnoha personálními změnami, přičemž za její nejznámější „klasickou“ sestavu jsou považováni: Mark Lindsay (zpěv, saxofon), Paul Revere (klávesy), Drake „Kid“ Levin (kytara), Phil „Fang“ Volk (baskytara) a Mike „Smitty“ Smith (bicí). Tato sestava nahrála většinu materiálu na prvních pěti albech vydaných pod Columbií v letech 1965 až 1967.

## Diskografie
- 1961: Like, Long Hair
- 1963: Paul Revere & the Raiders
- 1965: Here They Come!
- 1966: Just Like Us!
- 1966: Midnight Ride
- 1966: The Spirit of '67
- 1967: Revolution!
- 1967: A Christmas Present...And Past
- 1968: Goin' to Memphis
- 1968: Something Happening
- 1969: Hard 'N' Heavy (with Marshmallow)
- 1969: Alias Pink Puzz
- 1970: Collage
- 1971: Indian Reservation
- 1972: Country Wine
- 1982: Special Edition
- 1983: The Great Raider Reunion
- 1983: Paul Revere Rides Again
- 1985: Generic Rock & Roll
- 1992: Generic Rock & Roll (aka Live NOT)
- 1996: Generic Rock 2 (aka Live NOT)
- 2000: Time Flies When You're Having Fun
- 2001: Ride to the Wall
- 2005: Ride to the Wall 2
- 2010: The Complete Columbia Singles